# Джемез-Спрінгс (Нью-Мексико)
Джемез-Спрінгс (англ. Jemez Springs) — селище (англ. village) в США, в окрузі Сандовал штату Нью-Мексико. Населення — 198 осіб (2020).

## Географія
Джемез-Спрінгс розташований за координатами 35°46′24″ пн. ш. 106°41′27″ зх. д. / 35.77333° пн. ш. 106.69083° зх. д. (35.773393, -106.690738).  За даними Бюро перепису населення США в 2010 році селище мало площу 12,30 км², уся площа — суходіл.

### Клімат
| Клімат : Джемез-Спрінгс | Клімат : Джемез-Спрінгс | Клімат : Джемез-Спрінгс | Клімат : Джемез-Спрінгс | Клімат : Джемез-Спрінгс | Клімат : Джемез-Спрінгс | Клімат : Джемез-Спрінгс | Клімат : Джемез-Спрінгс | Клімат : Джемез-Спрінгс | Клімат : Джемез-Спрінгс | Клімат : Джемез-Спрінгс | Клімат : Джемез-Спрінгс | Клімат : Джемез-Спрінгс | Клімат : Джемез-Спрінгс |
| Показник                | Січ.                    | Лют.                    | Бер.                    | Квіт.                   | Трав.                   | Черв.                   | Лип.                    | Серп.                   | Вер.                    | Жовт.                   | Лист.                   | Груд.                   | Рік                     |
| Абсолютний максимум, °C | 20,0                    | 23,3                    | 25,6                    | 29,4                    | 36,1                    | 38,3                    | 38,9                    | 36,7                    | 35,0                    | 32,2                    | 25,6                    | 21,1                    | 38,9                    |
| Середній максимум, °C   | 8,6                     | 11,0                    | 15,2                    | 19,7                    | 24,8                    | 30,4                    | 31,6                    | 29,9                    | 26,7                    | 20,7                    | 13,5                    | 8,4                     | 20,1                    |
| Середній мінімум, °C    | −6,9                    | −5                      | −2,3                    | 0,9                     | 5,4                     | 10,1                    | 13,1                    | 12,5                    | 8,6                     | 2,8                     | −2,7                    | −6,8                    | 2,5                     |
| Абсолютний мінімум, °C  | −27,8                   | −25                     | −18,3                   | −12,2                   | −5                      | −3,3                    | 4,4                     | 4,4                     | −3,3                    | −9,4                    | −21,7                   | −22,2                   | −27,8                   |
| Норма опадів, мм        | 29                      | 25                      | 31                      | 26                      | 23                      | 24                      | 60                      | 79                      | 50                      | 39                      | 25                      | 31                      | 442                     |
| Днів з дощем            | 5                       | 5                       | 6                       | 5                       | 5                       | 5                       | 11                      | 12                      | 7                       | 6                       | 5                       | 5                       | 77,0                    |
| ----------------------- | ----------------------- | ----------------------- | ----------------------- | ----------------------- | ----------------------- | ----------------------- | ----------------------- | ----------------------- | ----------------------- | ----------------------- | ----------------------- | ----------------------- | ----------------------- |
| Джерело:                |                         |                         |                         |                         |                         |                         |                         |                         |                         |                         |                         |                         |                         |

## Демографія
Згідно з переписом 2010 року, у селищі мешкало 250 осіб у 115 домогосподарствах у складі 67 родин. Густота населення становила 20 осіб/км².  Було 159 помешкань (13/км²).
Расовий склад населення:
| - 86,4 % — білих - 0,8 % — корінних американців - 0,8 % — азіатів - 0,4 % — чорних або афроамериканців - 8,8 % — осіб інших рас |

До двох чи більше рас належало 2,8 %. Частка іспаномовних становила 29,2 % від усіх жителів.
За віковим діапазоном населення розподілялося таким чином: 10,4 % — особи молодші 18 років, 59,6 % — особи у віці 18—64 років, 30,0 % — особи у віці 65 років та старші. Медіана віку мешканця становила 56,8 року. На 100 осіб жіночої статі у селищі припадало 103,3 чоловіків;  на 100 жінок у віці від 18 років та старших — 88,2 чоловіків також старших 18 років.
Середній дохід на одне домашнє господарство  становив 59 156 доларів США (медіана — 56 786), а середній дохід на одну сім'ю — 70 306 доларів (медіана — 62 000). За межею бідності перебувало 18,4 % осіб, у тому числі 14,6 % дітей у віці до 18 років та 20,2 % осіб у віці 65 років та старших.
Цивільне працевлаштоване населення становило 96 осіб. Основні галузі зайнятості: освіта, охорона здоров'я та соціальна допомога — 35,4 %, науковці, спеціалісти, менеджери — 14,6 %, будівництво — 14,6 %.